# Superego
Superego, nadświadomość – jedna ze struktur osobowości w modelu psychoanalitycznym, obok ego oraz id.
Superego stanowi wewnętrzną reprezentację wartości moralnych i ideałów uznawanych przez daną społeczność, które przekazywane są dziecku przez rodziców w procesie socjalizacji. Jest to instancja „moralna”, dążąca do doskonałości (w przeciwieństwie do id kierującego się zasadą przyjemności). Główne funkcje superego to hamowanie impulsów id, przekonywanie ego, aby cele realistyczne zastąpiło moralnymi.
Jest to ostatni wykształcający się element osobowości, kształtuje się pod wpływem kar i nagród, stosowanych przez rodziców. To, co wychowawcy aprobują i nagradzają, włączane jest w obręb subsystemu superego – ja idealnego. Sumienie karze, wywołując poczucie winy, ja idealne nagradza, powodując poczucie dumy. Samokontrola zajmuje miejsce kontroli sprawowanej przez rodziców.
Superego jest sferą moralną człowieka.
Superego jest jednym z podstawowych pojęć w psychoanalizie Sigmunda Freuda. W analizie transakcyjnej odpowiednikiem superego jest komponent rodzica.